# Chad Powers
Chad Powers är en amerikansk komediserie som har en planerad premiär under 2025 på strömningstjänsten Disney+. Den första säsongen som är skapad av Glen Powell och Michael Waldron består av åtta avsnitt.

## Handling
Serien kretsar kring en bråkig quarterback vars dåliga uppförande saboterade hans collegekarriär. Han klär ut sig och antar identiteten  Chad Powers och börjar spela amerikansk fotboll för ett team som har det kämpigt.

## Rollista (i urval)
- Glen Powell – Russ Holliday
- Steve Zahn – Jake Hudson
- Toby Huss – Mike Holliday
- Perry Mattfeld – Ricky
- Wynn Everett – Tricia
- Frankie A. Rodriguez – Danny
- Clayne Crawford – Coach Dobbs
- Colton Ryan – Gerry